# Hà Giang
Hà Giang wymowaⓘ – miasto w północnym Wietnamie, stolica prowincji Hà Giang. W 2008 roku ludność miasta wynosiła 36 906 mieszkańców.

## Przypisy

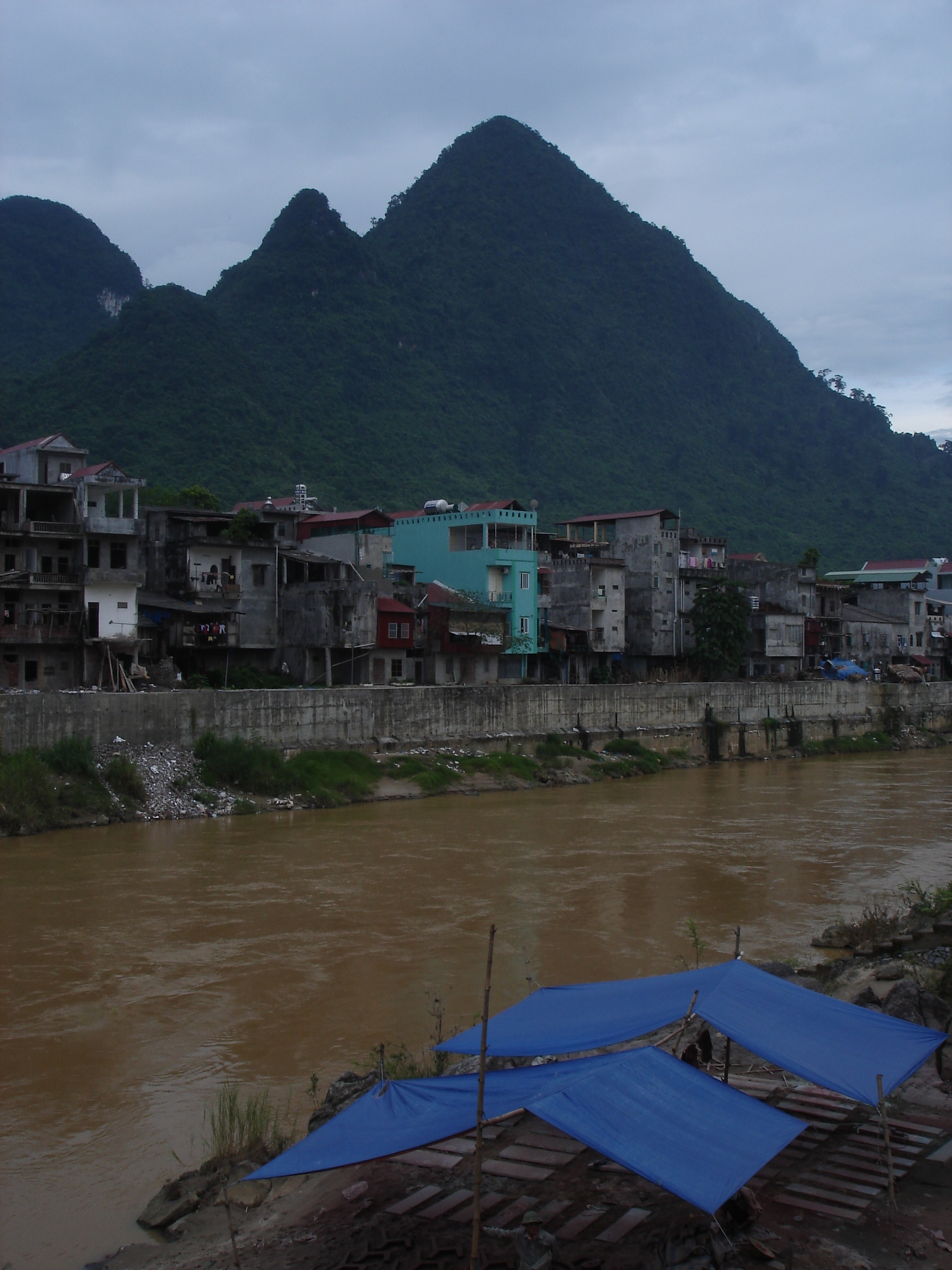
Hà Giang